# 范文款
范文款（はんぶんかん、ベトナム語: Phạm Văn Tổn、生年不詳 - 508年?）は、チャンパ王国（林邑国）第3王朝の第6代国王（在位：498年 - 508年?）。『梁書』『南史』では范文賛（ベトナム語: Phạm Văn Tán）と記される。

## 生涯
范諸農の子。498年に父王が海難死すると即位した。南朝斉より仮節・都督縁海諸軍事・安南将軍・林邑王に任じられた。502年10月8日に梁に遣使している。

## 参考資料
- George Cœdès (May 1, 1968). The Indianized States of South-East Asia. University of Hawaii Press. ISBN 978-0824803681
- 『南斉書』巻五十八 列伝第三十九 林邑国
- 『梁書』巻五十四 列伝第四十八 林邑国
- 『南史』巻六 梁本紀上第六 武帝上
- 『南史』巻七十八 列伝第六十八 林邑国

| スタブアイコン | サブスタブ | この項目は、まだ閲覧者の調べものの参照としては役立たない、人物に関連した書きかけの項目です。この項目を加筆・訂正などしてくださる協力者を求めています（P:人物伝/PJ:人物伝）。 |